# Parc national de Chambi
Le parc national de Chambi est l'un des huit parcs nationaux tunisiens créés à partir de 1980. Dès 1977, le site est inscrit comme réserve de biosphère par l'Unesco.
Il s'étend sur 6 723 hectares autour du djebel Chambi, le point culminant de la Tunisie, situé à l'ouest du pays (entre la frontière algérienne et la ville de Kasserine).
Il est créé afin de protéger la faune et la flore typiques d'un milieu semi-aride étagé par la montagne. 

## Flore
262 espèces végétales sont recensées et réparties selon l'étagement :
- jusqu'à une altitude de 900 mètres domine l'alfa ;
- de 900 à 1 100 mètres pousse une forêt de pins d'Alep avec en sous-bois des genévriers de Phénicie et du romarin ;
- au-delà de 1 100 mètres s'y ajoutent des chênes verts.

## Faune
La faune est représentée par 24 espèces de mammifères dont la gazelle de montagne ou gazelle de Cuvier, animal emblématique du parc, et le mouflon à manchettes, deux espèces protégées qui comptent actuellement entre 200 et 300 individus. L'objectif est de doubler leur population à 500 individus d'ici 2010 ainsi que réintroduire d'autres espèces disparues du site dont le cerf de Barbarie. Une importante avifaune bénéficie également de mesures de protection : la perdrix gambra, le bec-croisé des sapins, le percnoptère d'Égypte, l'épervier d'Europe, l'aigle de Bonelli, le faucon pèlerin, etc.
Le parc est complété d'un écomusée et entretenu par le travail d'un personnel de 35 gardiens et quarante ouvriers sous la direction d'un conservateur. Des aménagements visent à développer sa fréquentation dans un but essentiellement pédagogique et touristique. Des vestiges culturels, notamment d'anciennes presses à huile et des mines de plomb, sont en attente d'une mise en valeur.

## Agriculture
Situé au sein d'un espace de 43 723 hectares, le parc est exploité en partie pour la pâture par une population estimée à 8 000 habitants.